# ابن النظام (مسلسل)
ابن النظام، مسلسل تلفزيوني كوميدي مصري. عرض في رمضان 1433هـ/2012م، كتبه حمدي يوسف وأخرجه أشرف سالم.

## القصة
كوميديا سياسية يتناول خبايا وكواليس النظام السابق في مصر مستعرضا العديد من المواقف والمفارقات التي تحدث، بالإضافة إلى الإشارة إلى حياتهم الشخصية بصفة عامة

## الممثلون
- هاني رمزي
- أميرة فتحي
- حسن حسني
- لطفي لبيب
- رجاء الجداوي
- فادية عبد الغني
- يوسف فوزي
- محمد شاهين
- محمد سلام
- ساندي علي
- دعاء طعيمة
- رانيا الخطيب
- رشا أمين
- هند جاد
- سعيد طرابيك
- آمال رمزي
- عبد الرحيم حسن
- فايق عزب
- ناجي سعد
- أحمد دياب
- ميمي جمال
- محمد أبو الحسن
- ريم رأفت